# Ali Gabr
Ali Gabr (in arabo علي جبر‎?; Ismailia, 10 gennaio 1989) è un calciatore egiziano, difensore del Pyramids e della nazionale egiziana.

## Caratteristiche tecniche
Roccioso difensore centrale, efficace nel gioco aereo, nell'affrontare il diretto opponente nell'uno contro uno e nel leggere il gioco avversario. In possesso di una discreta agilità, che gli consente di uscire palla al piede per impostare l'azione dalle retrovie, è capace di disimpegnarsi sia in una linea difensiva a quattro che in una difesa a tre.

## Carriera

### Club
Muove i suoi primi passi nelle giovanili dell'Ismaily. Esordisce tra i professionisti il 6 agosto 2009 alla prima giornata di campionato contro l'El Mansoura, debuttando da titolare al centro della difesa. Dopo una parentesi di due stagioni trascorsa tra le file dell'Al-Ittihad Alessandria, il 15 luglio 2014 firma un quinquennale con lo Zamalek. Esordisce con i Cavalieri Bianchi da titolare il 14 settembre nel derby del Cairo perso ai calci di rigore - 0-0 il risultato alla fine dei tempi regolamentari - contro l'Al-Ahly valido per la Supercoppa d'Egitto.
Titolare al centro della difesa in coppia con Mohamed Koffi - i due insieme riusciranno a mantenere la porta inviolata in 18 occasioni in campionato - contribuisce a fine stagione alla vittoria del titolo da parte della squadra, successo a cui segue quello della Coppa d'Egitto.
Il 29 gennaio 2018 passa al West Bromwich in prestito oneroso - circa 500.000 euro - con diritto di riscatto fissato a 2.5 milioni di euro. Qui ritrova il connazionale - e compagno di reparto nella selezione egiziana - Ahmed Hegazy.
A fine stagione, dopo non aver collezionato nessuna presenza con il West Bromwich, fa ritorno allo Zamalek. Il 9 luglio passa al Pyramids.

### Nazionale
Ha giocato nella nazionale egiziana Under-23.
Esordisce con i Faraoni il 15 novembre 2014 contro il Senegal in un incontro valido per le qualificazioni alla Coppa d'Africa 2015, venendo schierato titolare al centro della difesa in coppia con Mohamed Nagieb. Il 29 gennaio 2016 mette a segno la sua prima rete in nazionale contro la Libia.
Complice l'infortunio di Ramy Rabia, riesce a ritagliarsi una maglia da titolare al centro della difesa dei Faraoni. Il 4 gennaio 2017 il CT Cúper lo inserisce nella lista dei 23 convocati che prenderanno parte alla Coppa d'Africa 2017. L'Egitto viene sconfitto in finale 2-1 dal Camerun. Il 4 giugno 2018 viene incluso nella lista dei 23 convocati per il campionato del mondo 2018. Prende parte da titolare ai tre incontri della fase a gironi, al termine della quale l'Egitto viene l'eliminato dalla competizione.
Il 30 dicembre 2023 viene incluso dal CT Rui Vitória nella rosa dei 27 convocati per la fase finale della Coppa d'Africa 2023, disputata in Costa d'Avorio. L'Egitto verrà eliminato agli ottavi di finale dalla RD del Congo ai calci di rigore.

## Statistiche

### Presenze e reti nei club
Statistiche aggiornate al 14 dicembre 2024.
| Stagione                      | Squadra                       | Campionato                    | Campionato | Campionato | Coppe nazionali | Coppe nazionali | Coppe nazionali | Coppe continentali | Coppe continentali | Coppe continentali | Altre coppe | Altre coppe | Altre coppe | Totale | Totale |
| Stagione                      | Squadra                       | Comp                          | Pres       | Reti       | Comp            | Pres            | Reti            | Comp               | Pres               | Reti               | Comp        | Pres        | Reti        | Pres   | Reti   |
| ----------------------------- | ----------------------------- | ----------------------------- | ---------- | ---------- | --------------- | --------------- | --------------- | ------------------ | ------------------ | ------------------ | ----------- | ----------- | ----------- | ------ | ------ |
| 2009-2010                     | Ismaily                       | PL                            | 2          | 0          | CE              | 0               | 0               | CCL                | 0                  | 0                  | -           | -           | -           | 2      | 0      |
| 2010-2011                     | Ismaily                       | PL                            | 1          | 0          | CE              | 0               | 0               | CC                 | 0                  | 0                  | -           | -           | -           | 1      | 0      |
| 2011-2012                     | Ismaily                       | PL                            | 0          | 0          | -               | -               | -               | -                  | -                  | -                  | -           | -           | -           | 0      | 0      |
| Totale Ismaily                | Totale Ismaily                | Totale Ismaily                | 3          | 0          |                 | 0               | 0               |                    | 0                  | 0                  |             | -           | -           | 3      | 0      |
| 2012-2013                     | Al-Ittihad Alessandria        | PL                            | 13         | 0          | CE              | 2               | 0               | -                  | -                  | -                  | -           | -           | -           | 15     | 0      |
| 2013-2014                     | Al-Ittihad Alessandria        | PL                            | 14         | 0          | CE              | 0               | 0               | -                  | -                  | -                  | -           | -           | -           | 14     | 0      |
| Totale Al-Ittihad Alessandria | Totale Al-Ittihad Alessandria | Totale Al-Ittihad Alessandria | 27         | 0          |                 | 2               | 0               |                    | -                  | -                  |             | -           | -           | 29     | 0      |
| 2014-2015                     | Zamalek                       | PL                            | 33         | 1          | CE              | 4               | 0               | CC                 | 13                 | 1                  | SE          | 1           | 0           | 51     | 2      |
| 2015-2016                     | Zamalek                       | PL                            | 26         | 0          | CE              | 4               | 1               | CCL                | 9                  | 0                  | SE          | 1           | 0           | 40     | 1      |
| 2016-2017                     | Zamalek                       | PL                            | 25         | 2          | CE              | 3               | 0               | CCL                | 8                  | 0                  | SE          | 1           | 0           | 37     | 2      |
| 2017-gen. 2018                | Zamalek                       | PL                            | 15         | 0          | CE              | 0               | 0               | ACC+CC             | 3+0                | 0                  | -           | -           | -           | 18     | 0      |
| Totale Zamalek                | Totale Zamalek                | Totale Zamalek                | 99         | 3          |                 | 11              | 1               |                    | 33                 | 1                  |             | 3           | 0           | 146    | 5      |
| gen.-giu. 2018                | West Bromwich                 | PL                            | 0          | 0          | FACup+CdL       | 0               | 0               | -                  | -                  | -                  | -           | -           | -           | 0      | 0      |
| 2018-2019                     | Pyramids                      | PL                            | 27         | 3          | CE              | 4               | 0               | -                  | -                  | -                  | -           | -           | -           | 31     | 3      |
| 2019-2020                     | Pyramids                      | PL                            | 23         | 1          | CE              | 2               | 0               | CC                 | 12                 | 1                  | -           | -           | -           | 37     | 2      |
| 2020-2021                     | Pyramids                      | PL                            | 20         | 2          | CE              | 3               | 0               | CC                 | 10                 | 0                  | -           | -           | -           | 33     | 2      |
| 2021-2022                     | Pyramids                      | PL                            | 32         | 3          | CE              | 3               | 0               | CC                 | 10                 | 2                  | -           | -           | -           | 45     | 5      |
| 2022-2023                     | Pyramids                      | PL                            | 26         | 1          | CE              | 3               | 0               | CC                 | 12                 | 1                  | SE          | 1           | 0           | 42     | 2      |
| 2023-2024                     | Pyramids                      | PL                            | 4          | 0          | CE              | 0               | 0               | CCL                | 5                  | 0                  | SE          | 0           | 0           | 9      | 0      |
| 2024-2025                     | Pyramids                      | PL                            | 2          | 0          | CE              | 0               | 0               | CCL                | 2                  | 0                  | SE          | 1           | 0           | 5      | 0      |
| Totale Pyramids               | Totale Pyramids               | Totale Pyramids               | 134        | 10         |                 | 15              | 0               |                    | 51                 | 4                  |             | 2           | 0           | 202    | 14     |
| Totale carriera               | Totale carriera               | Totale carriera               | 263        | 13         |                 | 28              | 1               |                    | 84                 | 5                  |             | 5           | 0           | 380    | 19     |

### Cronologia presenze e reti in nazionale
| Cronologia completa delle presenze e delle reti in nazionale ― Egitto | Cronologia completa delle presenze e delle reti in nazionale ― Egitto | Cronologia completa delle presenze e delle reti in nazionale ― Egitto | Cronologia completa delle presenze e delle reti in nazionale ― Egitto | Cronologia completa delle presenze e delle reti in nazionale ― Egitto | Cronologia completa delle presenze e delle reti in nazionale ― Egitto | Cronologia completa delle presenze e delle reti in nazionale ― Egitto | Cronologia completa delle presenze e delle reti in nazionale ― Egitto |
| Data                                                                  | Città                                                                 | In casa                                                               | Risultato                                                             | Ospiti                                                                | Competizione                                                          | Reti                                                                  | Note                                                                  |
| --------------------------------------------------------------------- | --------------------------------------------------------------------- | --------------------------------------------------------------------- | --------------------------------------------------------------------- | --------------------------------------------------------------------- | --------------------------------------------------------------------- | --------------------------------------------------------------------- | --------------------------------------------------------------------- |
| 15-11-2014                                                            | Il Cairo                                                              | Egitto                                                                | 0 – 1                                                                 | Senegal                                                               | Qual. Coppa d'Africa 2015                                             | -                                                                     |                                                                       |
| 19-11-2014                                                            | Monastir                                                              | Tunisia                                                               | 2 – 1                                                                 | Egitto                                                                | Qual. Coppa d'Africa 2015                                             | -                                                                     | 45’                                                                   |
| 26-3-2015                                                             | Il Cairo                                                              | Egitto                                                                | 2 – 0                                                                 | Guinea Equatoriale                                                    | Amichevole                                                            | -                                                                     | 57’                                                                   |
| 29-1-2016                                                             | Aswan                                                                 | Egitto                                                                | 2 – 0                                                                 | Libia                                                                 | Amichevole                                                            | 1                                                                     |                                                                       |
| 4-6-2016                                                              | Dar es Salaam                                                         | Tanzania                                                              | 0 – 2                                                                 | Egitto                                                                | Qual. Coppa d'Africa 2017                                             | -                                                                     |                                                                       |
| 30-8-2016                                                             | Alessandria d'Egitto                                                  | Egitto                                                                | 1 – 1                                                                 | Guinea                                                                | Amichevole                                                            | -                                                                     | 90+2’                                                                 |
| 6-9-2016                                                              | Johannesburg                                                          | Sudafrica                                                             | 1 – 0                                                                 | Egitto                                                                | Amichevole                                                            | -                                                                     |                                                                       |
| 9-10-2016                                                             | Brazzaville                                                           | Rep. del Congo                                                        | 1 – 2                                                                 | Egitto                                                                | Qual. Mondiali 2018                                                   | -                                                                     |                                                                       |
| 13-11-2016                                                            | Alessandria d'Egitto                                                  | Egitto                                                                | 2 – 0                                                                 | Ghana                                                                 | Qual. Mondiali 2018                                                   | -                                                                     |                                                                       |
| 8-1-2017                                                              | Il Cairo                                                              | Egitto                                                                | 1 – 0                                                                 | Tunisia                                                               | Amichevole                                                            | -                                                                     |                                                                       |
| 17-1-2017                                                             | Port-Gentil                                                           | Mali                                                                  | 0 – 0                                                                 | Egitto                                                                | Coppa d'Africa 2017 - 1º turno                                        | -                                                                     |                                                                       |
| 21-1-2017                                                             | Port-Gentil                                                           | Egitto                                                                | 1 – 0                                                                 | Uganda                                                                | Coppa d'Africa 2017 - 1º turno                                        | -                                                                     |                                                                       |
| 25-1-2017                                                             | Port-Gentil                                                           | Egitto                                                                | 1 – 0                                                                 | Ghana                                                                 | Coppa d'Africa 2017 - 1º turno                                        | -                                                                     |                                                                       |
| 29-1-2017                                                             | Port-Gentil                                                           | Egitto                                                                | 1 – 0                                                                 | Marocco                                                               | Coppa d'Africa 2017 - Quarti di finale                                | -                                                                     |                                                                       |
| 1-2-2017                                                              | Libreville                                                            | Burkina Faso                                                          | 1 – 1 dts (3 – 4 dtr)                                                 | Egitto                                                                | Coppa d'Africa 2017 - Semifinale                                      | -                                                                     |                                                                       |
| 5-2-2017                                                              | Libreville                                                            | Egitto                                                                | 1 – 2                                                                 | Camerun                                                               | Coppa d'Africa 2017 - Finale                                          | -                                                                     |                                                                       |
| 11-6-2017                                                             | Radès                                                                 | Tunisia                                                               | 1 – 0                                                                 | Egitto                                                                | Qual. Coppa d'Africa 2019                                             | -                                                                     |                                                                       |
| 12-11-2017                                                            | Cape Coast                                                            | Ghana                                                                 | 1 – 1                                                                 | Egitto                                                                | Qual. Mondiali 2018                                                   | -                                                                     |                                                                       |
| 23-3-2018                                                             | Zurigo                                                                | Portogallo                                                            | 2 – 1                                                                 | Egitto                                                                | Amichevole                                                            | -                                                                     |                                                                       |
| 27-3-2018                                                             | Zurigo                                                                | Egitto                                                                | 0 – 1                                                                 | Grecia                                                                | Amichevole                                                            | -                                                                     |                                                                       |
| 25-5-2018                                                             | Madinat al-Kuwait                                                     | Kuwait                                                                | 1 – 1                                                                 | Egitto                                                                | Amichevole                                                            | -                                                                     |                                                                       |
| 6-6-2018                                                              | Bruxelles                                                             | Belgio                                                                | 3 – 0                                                                 | Egitto                                                                | Amichevole                                                            | -                                                                     |                                                                       |
| 15-6-2018                                                             | Ekaterinburg                                                          | Egitto                                                                | 0 – 1                                                                 | Uruguay                                                               | Mondiali 2018 - 1º turno                                              | -                                                                     |                                                                       |
| 19-6-2018                                                             | San Pietroburgo                                                       | Russia                                                                | 3 – 1                                                                 | Egitto                                                                | Mondiali 2018 - 1º turno                                              | -                                                                     |                                                                       |
| 25-6-2018                                                             | Volgograd                                                             | Arabia Saudita                                                        | 2 – 1                                                                 | Egitto                                                                | Mondiali 2018 - 1º turno                                              | -                                                                     | 45+5’                                                                 |
| 12-10-2018                                                            | Il Cairo                                                              | Egitto                                                                | 4 – 1                                                                 | eSwatini                                                              | Qual. Coppa d'Africa 2019                                             | -                                                                     | 67’                                                                   |
| 22-3-2019                                                             | Niamey                                                                | Niger                                                                 | 1 – 1                                                                 | Egitto                                                                | Qual. Coppa d'Africa 2019                                             | -                                                                     |                                                                       |
| 29-3-2021                                                             | Il Cairo                                                              | Egitto                                                                | 4 – 0                                                                 | Comore                                                                | Qual. Coppa d'Africa 2021                                             | -                                                                     |                                                                       |
| 30-9-2021                                                             | Alessandria d'Egitto                                                  | Egitto                                                                | 2 – 0                                                                 | Liberia                                                               | Amichevole                                                            | -                                                                     | 77’                                                                   |
| 27-9-2022                                                             | Alessandria d'Egitto                                                  | Egitto                                                                | 3 – 0                                                                 | Liberia                                                               | Amichevole                                                            | -                                                                     | 63’                                                                   |
| 18-11-2022                                                            | Al Kuwait                                                             | Belgio                                                                | 1 – 2                                                                 | Egitto                                                                | Amichevole                                                            | -                                                                     | 77’                                                                   |
| 14-6-2023                                                             | Marrakech                                                             | Guinea                                                                | 1 – 2                                                                 | Egitto                                                                | Qual. Coppa d'Africa 2023                                             | -                                                                     |                                                                       |
| 18-6-2023                                                             | Il Cairo                                                              | Egitto                                                                | 3 – 0                                                                 | Sudan del Sud                                                         | Amichevole                                                            | -                                                                     |                                                                       |
| 8-9-2023                                                              | Il Cairo                                                              | Egitto                                                                | 1 – 0                                                                 | Etiopia                                                               | Qual. Coppa d'Africa 2023                                             | -                                                                     |                                                                       |
| 12-9-2023                                                             | Il Cairo                                                              | Egitto                                                                | 1 – 3                                                                 | Tunisia                                                               | Amichevole                                                            | -                                                                     |                                                                       |
| 12-10-2023                                                            | al-'Ayn                                                               | Egitto                                                                | 1 – 0                                                                 | Zambia                                                                | Amichevole                                                            | -                                                                     |                                                                       |
| 16-10-2023                                                            | al-ʿAyn                                                               | Egitto                                                                | 1 – 1                                                                 | Algeria                                                               | Amichevole                                                            | -                                                                     | 68’                                                                   |
| 16-11-2023                                                            | Il Cairo                                                              | Egitto                                                                | 6 – 0                                                                 | Gibuti                                                                | Qual. Mondiali 2026                                                   | -                                                                     | 46’                                                                   |
| 19-11-2023                                                            | Monrovia                                                              | Sierra Leone                                                          | 0 – 2                                                                 | Egitto                                                                | Qual. Mondiali 2026                                                   | -                                                                     |                                                                       |
| 7-1-2024                                                              | Il Cairo                                                              | Egitto                                                                | 2 – 0                                                                 | Tanzania                                                              | Amichevole                                                            | -                                                                     | 78’                                                                   |
| Totale                                                                |                                                                       | Presenze                                                              | 40                                                                    |                                                                       | Reti                                                                  | 1                                                                     |                                                                       |

## Palmarès

### Club

#### Competizioni nazionali
- Campionato egiziano: 1

Zamalek: 2014-2015
- Coppa d'Egitto: 4

Zamalek: 2013-2014, 2014-2015, 2015-2016
Pyramids: 2023-2024
- Supercoppa d'Egitto: 1

Zamalek: 2016

#### Competizioni internazionali
- CAF Champions League: 1

Pyramids: 2024-2025

### Individuale
- Egyptian Premier League Team of the Year: 1[4]

2014-2015